# Frescos de iglesias en Dinamarca

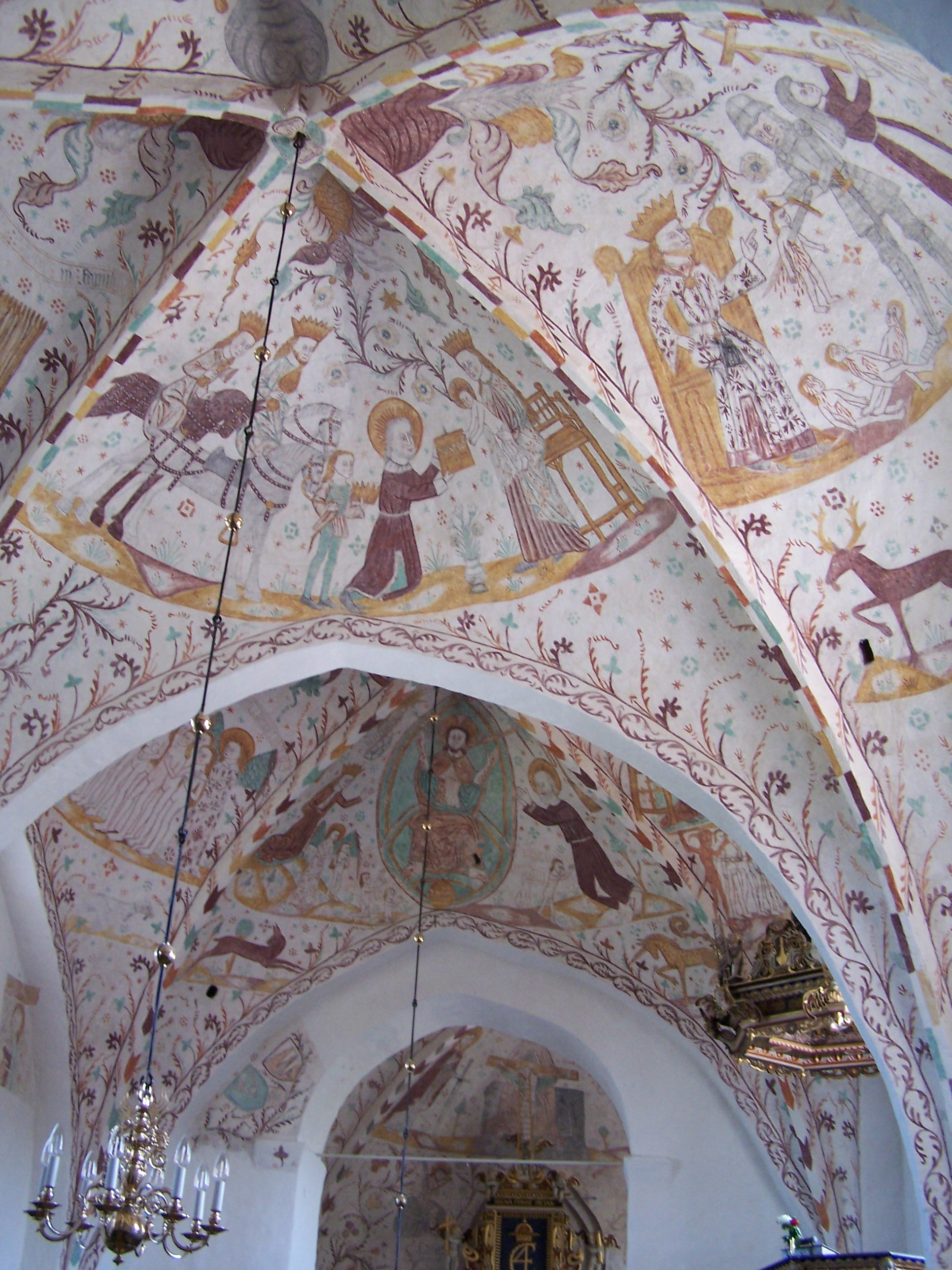
Frescos góticos en la iglesia de Elmelunde

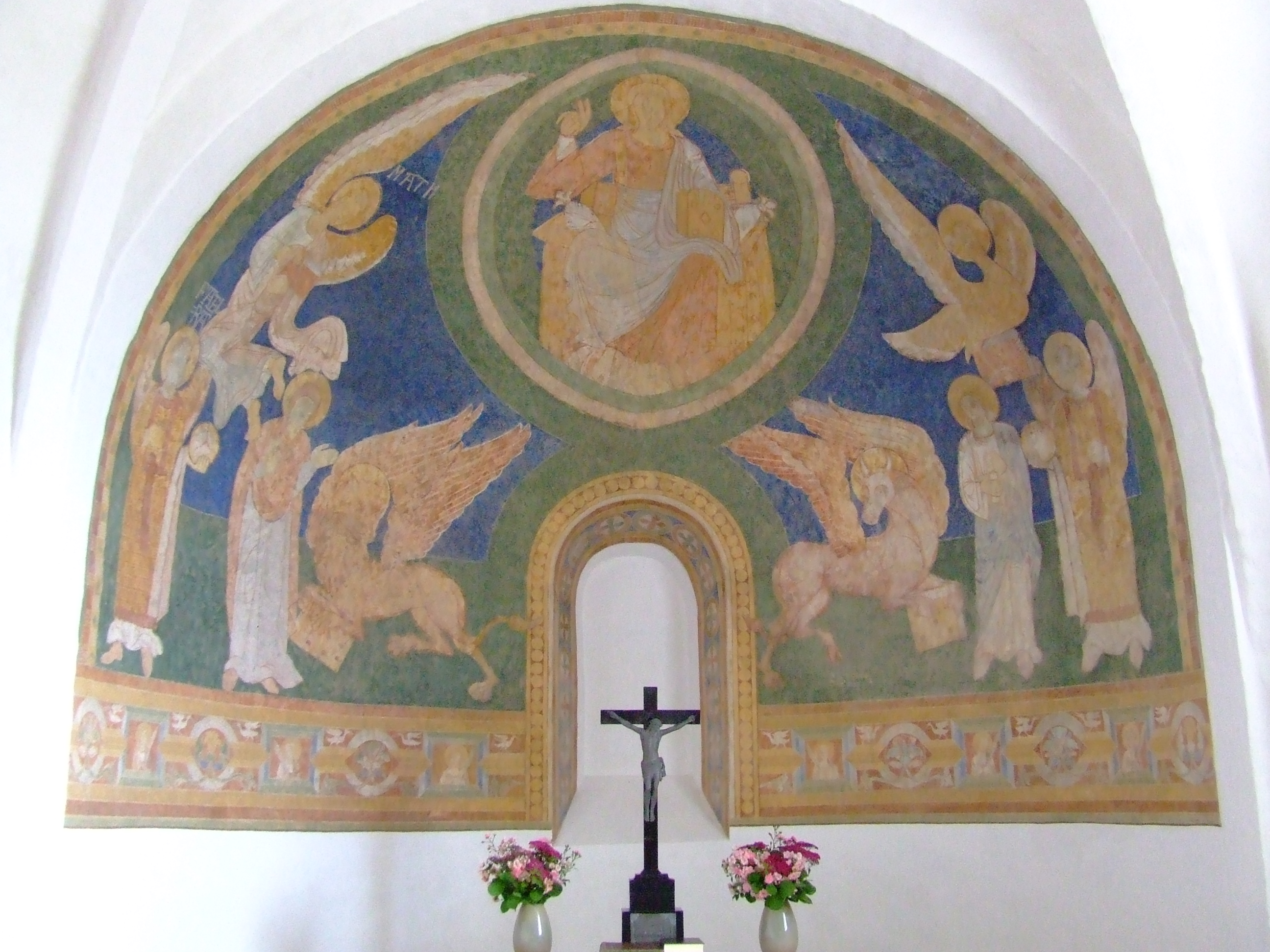
Cristo en Majestad, de estilo románico, tipo Sealand, en Alsted.

Los frescos o pinturas murales de las iglesias (en danés, kalkmalerier) se encuentran en unas 600 iglesias de toda Dinamarca, lo que sin duda representa la mayor concentración de murales de iglesia que se conserva en el mundo. La mayoría datan de la Edad Media y fueron descubiertos por Jacob Kornerup (1825-1913), que llevó a cabo obras de restauración en 80 iglesias de todo el país a finales del siglo XIX. Permanecieron ocultos durante siglos, ya que tras la reforma se cubrieron con cal (en danés, kalk), hasta que fueron descubiertos y restaurados en los siglos XIX y XX. En la mayor parte de Europa, los frescos medievales, muy comunes en la Edad Media, fueron eliminados por completo durante la Reforma o en reconstrucciones posteriores, o simplemente con el paso del tiempo. Los frescos más antiguos, que datan del siglo XII, fueron pintados en estilo románico por artistas de otros lugares de Europa, pero los del siglo XIV y posteriores son de estilo gótico, utilizado por pintores daneses nativos. Hay que distinguir entre estas pinturas murales de iglesias o kalkmalerier y el término genérico «fresco», que se refiere a todo tipo de pintura sobre paredes o techos enlucidos.

## Antecedentes históricos

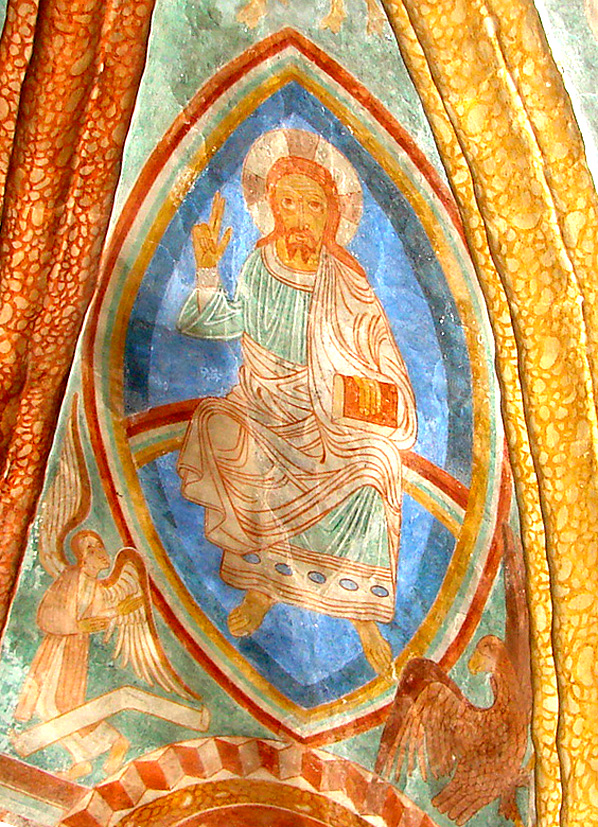
Grønbæk: frescos románicos

Las pinturas murales de las iglesias danesas pueden dividirse, a grandes rasgos, en dos periodos principales: el románico, a partir del siglo XII, y el gótico, desde mediados del siglo XIII. Como en la mayor parte de Europa, la transición de un estilo pictórico a otro fue menos brusca que la de la arquitectura. Los estilos pictóricos están estrechamente relacionados con los de las zonas vecinas del norte de Alemania y el sur de Suecia, especialmente con la provincia de Escania, que formaba parte de Dinamarca en la Edad Media.

### Periodo románico
Con el desarrollo del cristianismo y la construcción de iglesias de piedra, el arte románico llegó a Dinamarca desde el resto de Europa, con influencias principalmente del norte de Alemania y de la zona anglo-normanda del Canal de la Mancha, aunque también es posible que recibiera influencias de España e Italia. No se conservan «manuscritos iluminados autóctonos de importancia» procedentes de Escandinavia en este periodo. Muchas de las iglesias de Sealand, especialmente las de Måløv, Jørlunde, Slaglille, Sæby y Kirke Hyllinge, tienen murales de gran valor artístico que datan del siglo XII. A menudo, los colores se importaban a un coste considerable y las pinturas, generalmente de figuras, eran verdaderos frescos realizados sobre yeso húmedo en composiciones tradicionalmente geométricas con fondo azul o verde. Varios ábsides de las iglesias de Selandia tienen una variante del tema habitual de Cristo en Majestad, donde Cristo está rodeado por los símbolos de los evangelistas, flanqueado por la Virgen y San Juan, y con arcángeles u otras figuras (Alsted se muestra arriba).

### Periodo gótico
La transición hacia el arte gótico fue larga, pero suave, desde mediados del siglo XIII hasta bien entrado el XV, cuando se sustituyeron muchos de los techos planos de madera de las iglesias por bóvedas de ladrillo. La curvatura de las bóvedas exigía nuevas técnicas, que no se limitaron a seguir las imágenes de los manuscritos iluminados. Las figuras ya no se situaban sobre un fondo de color, sino que se pintaban directamente sobre la cal blanca. Con el tiempo, las zonas blancas entre las figuras se fueron llenando con estrellas, flores, plantas y otros ornamentos. Las figuras suelen parecer más convencionales que en los murales románicos. Los murales góticos de las iglesias se encuentran en toda Dinamarca y en el sur de Suecia, y a menudo pueden identificarse como procedentes de talleres como los de Elmelunde, en la isla de Møn, e Isefjord, en el noroeste de Selandia. Los caballeros en combate llegaron a considerarse un tema adecuado para los muros de las iglesias.

### Después de la Reforma
La Reforma puso fin a la tradición de pintar murales en las iglesias de todos los condados protestantes. El gran fresco anticatólico de la iglesia parroquial de Brøns, inspirado en un grabado de Sebald Beham de 1525, es una de las pocas obras de este tipo que se conservan en Europa.

## Ejemplos notables de pinturas murales
Se han restaurado pinturas murales en muchas iglesias de Dinamarca. A continuación se enumeran algunos de los ejemplos más interesantes:

### Catedral de Aarhus

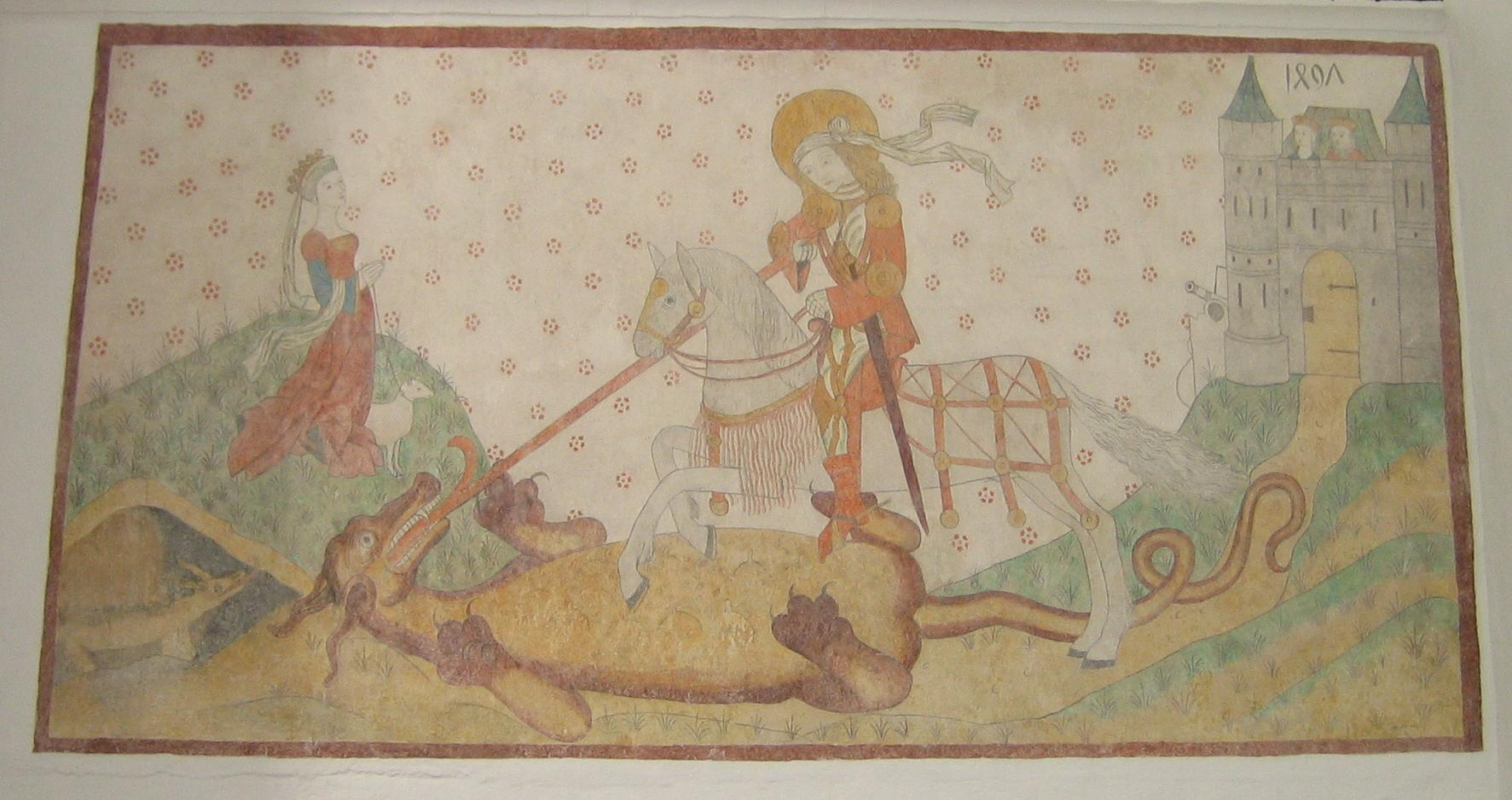
San Jorge en la catedral de Aarhus

Los murales de la catedral de Aarhus se realizaron entre 1470 y 1520. Hasta la Reforma, la mayoría de los muros de la iglesia estaban cubiertos de frescos, pero muchos de ellos se perdieron. La catedral conserva 220 m2 de frescos, la mayor superficie de cualquier iglesia de Dinamarca. De la primera catedral de estilo románico se conserva una pintura anterior a 1470 en la esquina noroeste, conocida como la Ventana de Lázaro y pintada hacia el año 1300.
Las pinturas de San Cristóbal y San Clemente son las más altas del país. Otras figuras incluyen a San Miguel y San Jorge con el dragón (en la foto).

### Iglesia de Sulsted
Sulsted es una pequeña ciudad danesa situada en el norte de Aalborg, en Jutlandia. La iglesia, construida en la segunda mitad del siglo XII, está ricamente decorada con frescos góticos tardíos, todos ellos pintados por Hans Maler de Randers en 1548.
A diferencia de otros frescos de iglesias danesas, estos no se ocultaron con cal tras la reforma y han sobrevivido hasta nuestros días.
Los frescos que decoran el techo de la nave representan la vida de Cristo: comienzan con su nacimiento en el primer tramo del extremo oeste, continúan con el inicio de su Pasión en el segundo tramo central y terminan con su muerte en la cruz en el tercer tramo más oriental. Las del coro son otras imágenes del Nuevo Testamento relacionadas con el Credo y con la Vida de la Virgen.

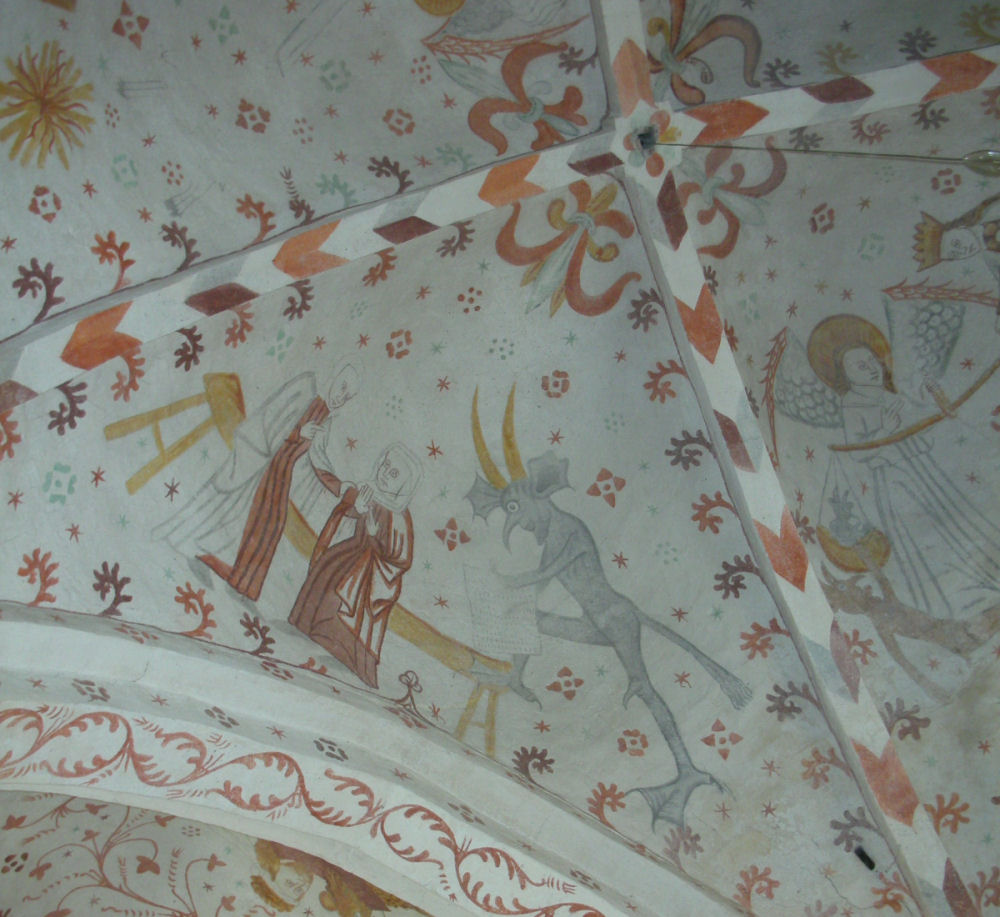
Fanefjord: las bóvedas de crucería

### Iglesia de Fanefjord
La iglesia de Fanefjord en la isla de Møn, en el sureste de Dinamarca, está ricamente decorada con frescos que fueron descubiertos entre 1932 y 1934 bajo la dirección del Museo Nacional .  En 2009 se llevaron a cabo importantes trabajos de restauración que revelaron los colores originales y el impacto de los frescos.
Las primeras pinturas del arco triunfal se realizaron hacia 1350. En ellas aparecen los Cuatro Evangelistas, así como a San Cristóbal y San Jorge, sin embargo los frescos más famosos son los que datan de alrededor de 1500 y cubren amplias zonas del techo y las paredes superiores de la iglesia. En el estilo conocido como Biblia pauperum, presentan muchas de las historias más populares del Antiguo y del Nuevo Testamento en yuxtaposiciones tipológicas. El artista, identificado por su emblema, es conocido simplemente como el Maestro de Elmelunde, ya que también pintó los frescos de la iglesia de Elmelunde, en Møn. Los colores cálidos, que van del rojo oscuro y el rojizo al amarillo, verde, gris y negro, son inconfundibles.

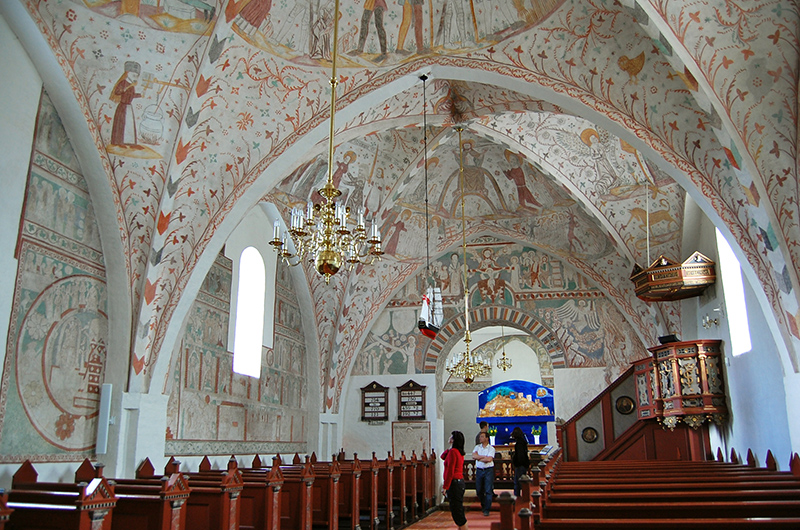
Iglesia de Keldby: la nave

### Iglesia de Keldby
La iglesia de Keldby, situada a 4 km al este de Stege, es una de las tres iglesias de Møn decoradas por el maestro Elmelunde, probablemente hacia finales del siglo XV. En el llamado estilo Biblia pauperum, las pinturas muestran algunas de las historias más populares del Antiguo y del Nuevo Testamento. También hay en la iglesia varios frescos anteriores de aproximadamente 1275.

## Ejemplo en Escania

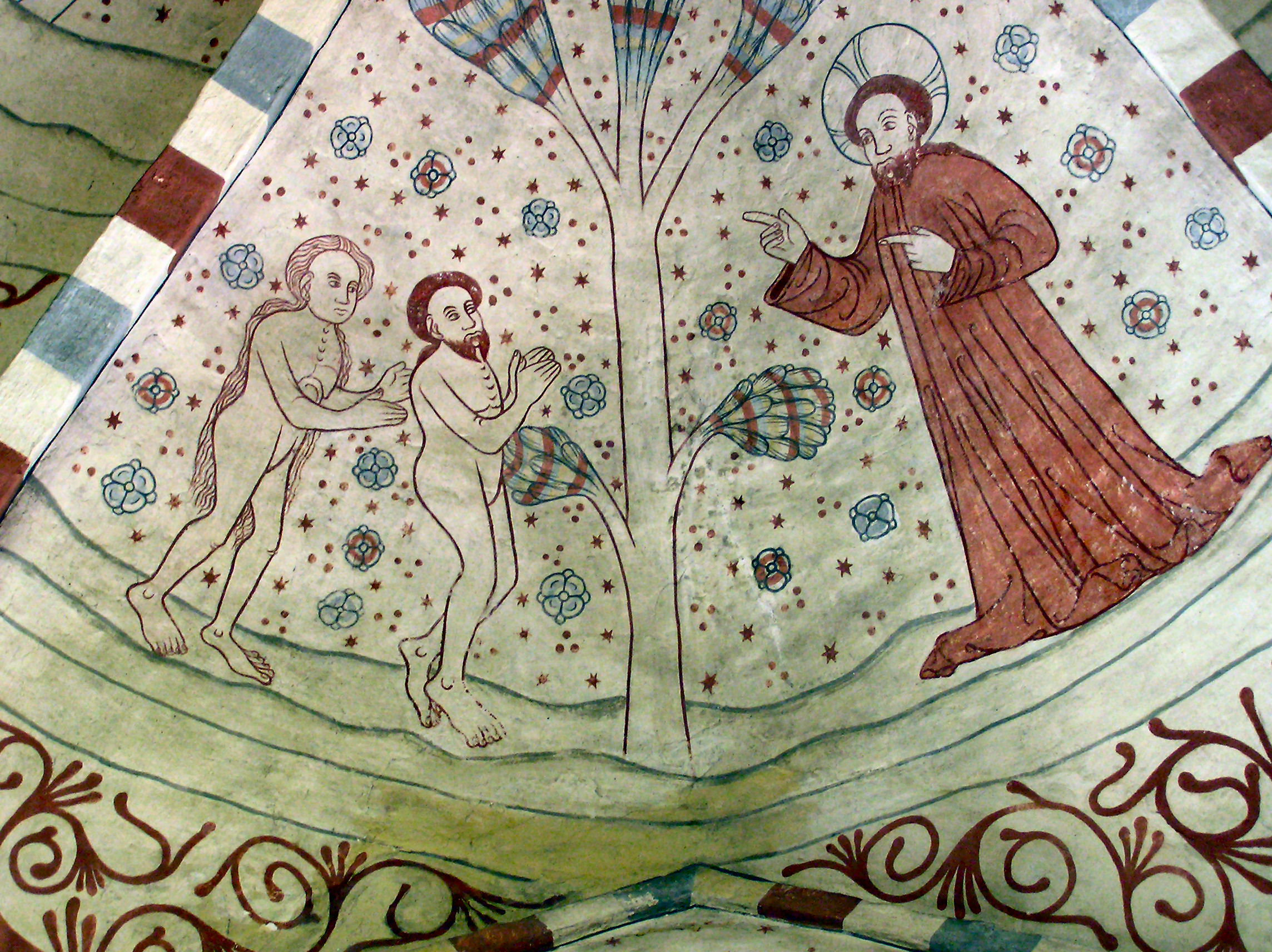
Iglesia de Vittskövle: El árbol del conocimiento

Escania, ubicada al sur de Suecia, fue provincia danesa hasta 1658. Muchas de sus iglesias están decoradas con frescos de estilo muy similar a los de Dinamarca.

### Iglesia de Vittskövle
La iglesia de Vittskövle, un pequeño pueblo cerca de Kristianstad, alberga una gran variedad de pinturas murales que datan del siglo XV. Se encuentran principalmente en las bóvedas de crucería situadas sobre la nave. Los ejemplos más notables son los de la  Creación y la Caída.
Sobre el presbiterio hay un cuadro de San Nicolás.
La capilla de Santa Ana también tiene bóvedas con pinturas murales. En el lado oriental están representados los cuatro evangelistas, mientras que en el occidental hay tres santas: Santa Bárbara, Santa Úrsula, Santa Gertrudis y Santa Catalina.

## Otras iglesias con pinturas murales

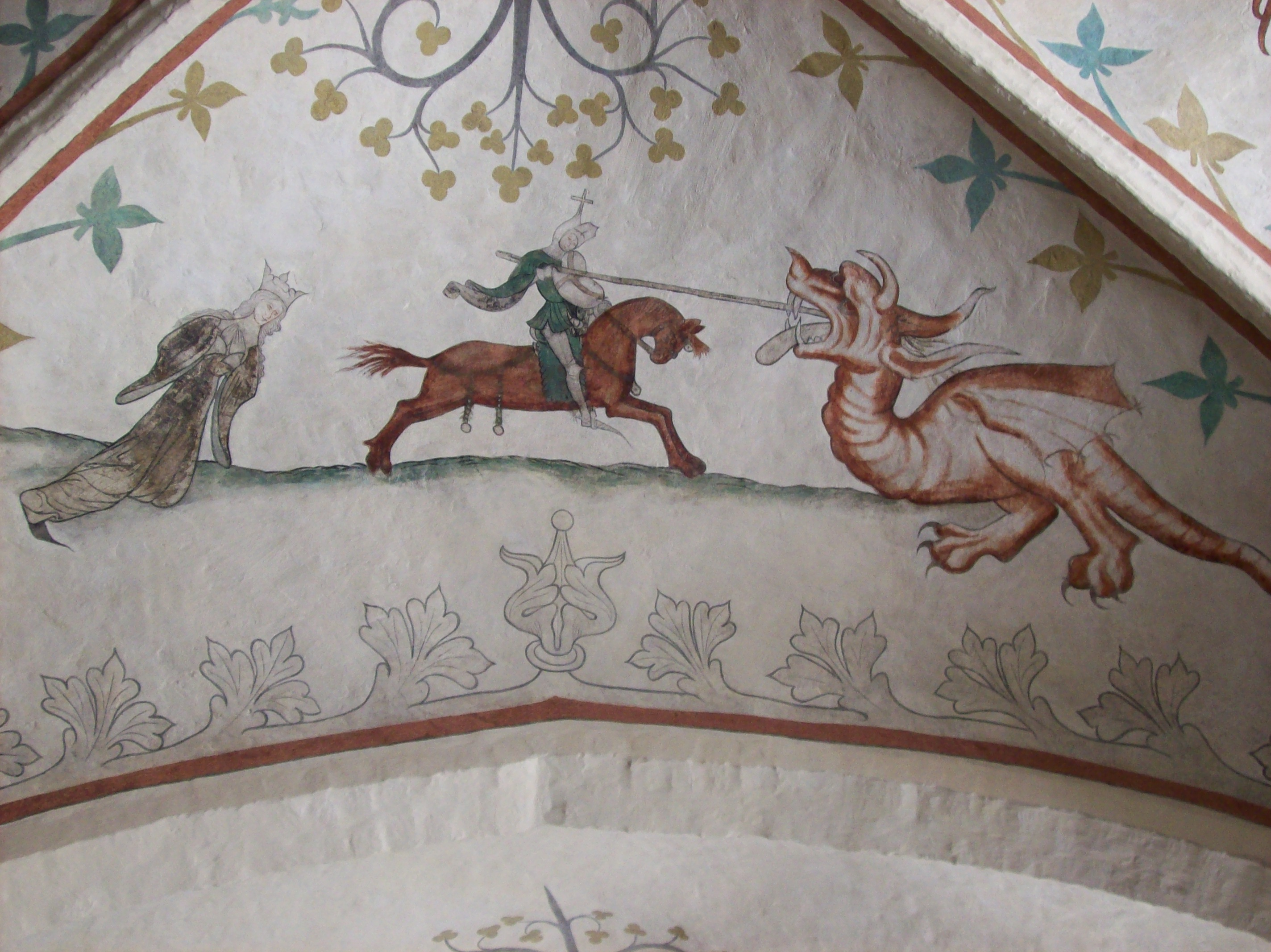
Højby: Dragón con San Jorge

Hay cientos de iglesias danesas que albergan pinturas murales, a menudo en muy mal estado. De hecho, en algunos casos se han vuelto a encalar porque no merecía la pena restaurarlas. Por otro lado, muchas han sido descubiertas y restauradas, y pueden contemplarse en la actualidad. A continuación se enumeran una serie de iglesias, región por región, que albergan pinturas murales de interés.

### Selandia
- La iglesia de Undløse, al sur de Holbæk, está ricamente decorada con frescos del llamado Maestro de la Unión. La escena de la Resurrección fue incluida en el Canon Cultural Danés en 2006 por su alta calidad artística.
- La iglesia de Højby, en la comuna de Odsherred, en el noroeste de Selandia, está decorada con numerosos frescos que datan de alrededor de 1400, cuando se completaron las bóvedas de crucería. Los más impresionantes son los del Arcángel Gabriel y de San Jorge y el dragón.[14]

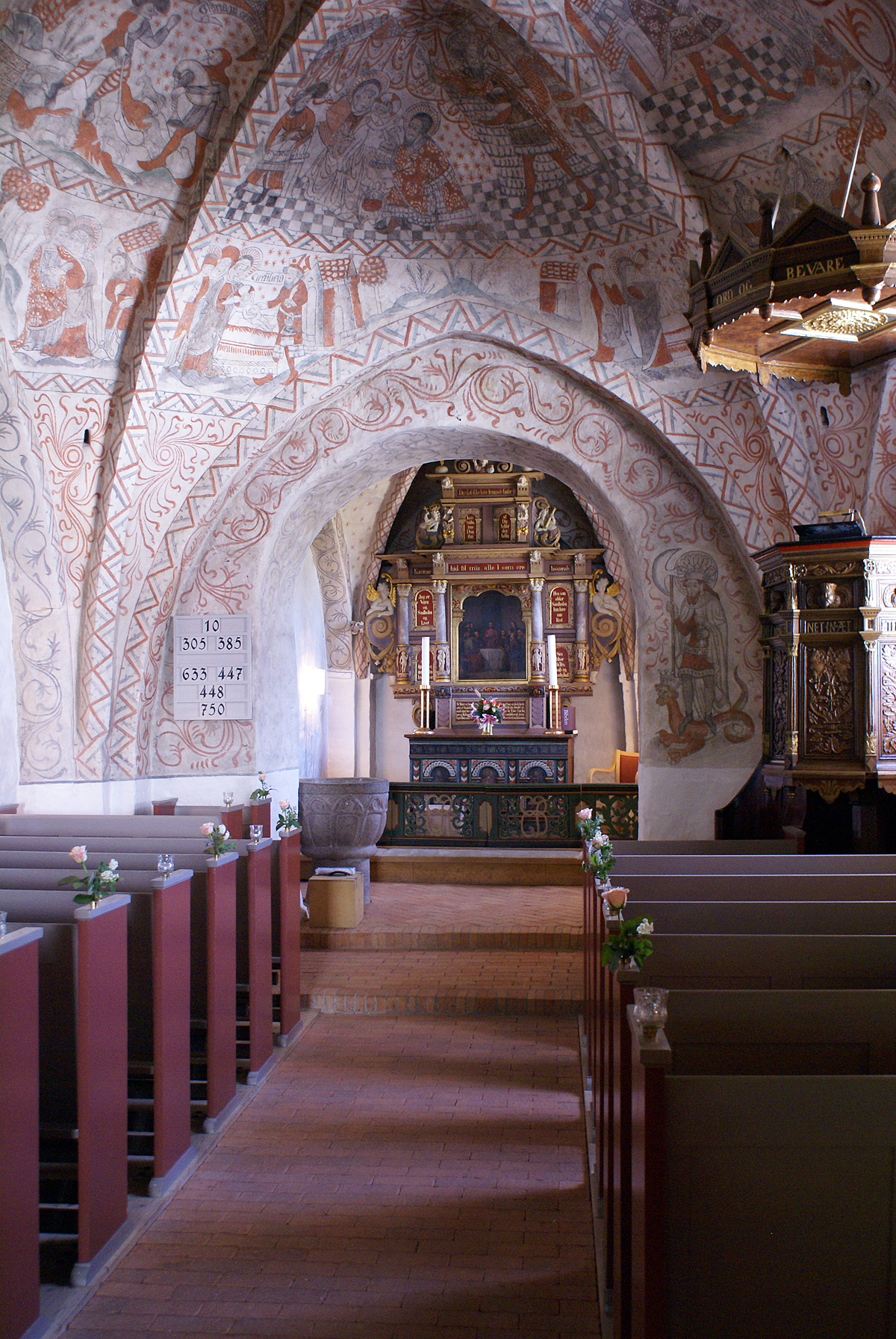
Murales en la iglesia de Tuse

- La iglesia de Tuse, cerca de Holbæk, en el noroeste de Selandia, está ricamente decorada con murales románicos y góticos tardíos. Sin embargo, estas últimas se consideran posiblemente las mejores obras de los artistas de Isefjord, que estuvieron activos entre 1460 y 1480. Las pinturas representan historias del Antiguo y el Nuevo Testamento, pero la vida de Jesús es especialmente interesante, ya que combina los relatos bíblicos con imágenes de reyes, demonios y mujeres elaborando cerveza.[15]
- La iglesia de Kirke Hyllinge, en el noroeste de Selandia, entre Isefjord y el fiordo de Roskilde, posee algunos de los murales románicos más antiguos de Dinamarca. Datan aproximadamente de 1125 y se inspiran en el arte bizantino. Situados en el arco del presbiterio, representan a María flanqueada por dos apóstoles.[16]
- La iglesia de Reerslev se encuentra en el pueblo del mismo nombre, junto a Høje-Taastrup, cerca de Roskilde. Posee interesantes frescos góticos tardíos que representan la vida de Cristo. Los pintaron artistas de la escuela de Isefjord.[17]
- La iglesia de Vigersted, cerca de Ringsted, también está ricamente decorada con pinturas murales en las bóvedas y alrededor de las puertas. Datan de alrededor del año 1450, fueron redescubiertas en la década de 1890 y posteriormente restauradas.[18]
- La iglesia de Nødebo en el pueblo de Nødebo, a orillas del lago Esrom, en el norte de Selandia [19]

### Lolland, Falster y Møn

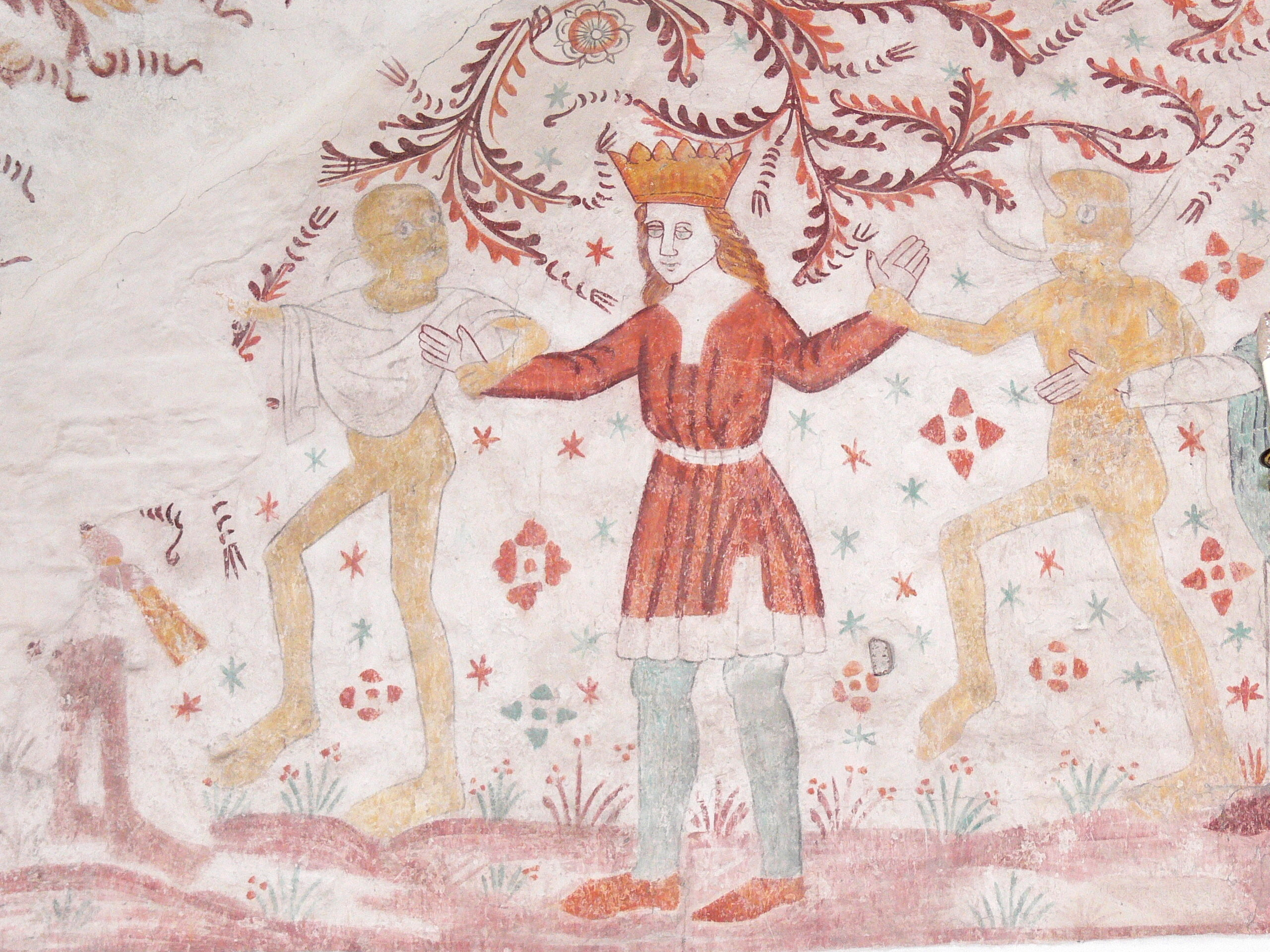
Nørre Alslev: Danza de la muerte

Además de las iglesias de Fanefjord, Keldby y Elmelunde, en Møn, muy conocidas por sus pinturas murales del maestro Elmelunde, hay otras iglesias de la región que tienen frescos.
- Iglesia de Kippinge y la vecina iglesia de Brarup en el noroeste de Falster. Pinturas de tres épocas.[20]
- Iglesia de Nørre Alslev, norte de Falster. Famoso cuadro de la Danza de la Muerte del Maestro Elmelunde.[21]
- Iglesia de Tågerup en el sur de Lolland, ricamente decorada con murales del taller Brarup.[22]
- Iglesia Tingsted en el centro de Falster. Todas las bóvedas de la nave y del coro están ricamente decoradas por el maestro de Elmelunde.[23]
- Iglesia Tirsted, cerca de Rødby en Lolland. De particular interés son las 46 pinturas góticas que presentan escenas del Antiguo y Nuevo Testamento.[24]
- La iglesia de Væggerløse en Falster tiene frescos (c. 1520) de la Cena de Emaús.

### Bornholm
La isla de Bornholm es famosa por sus iglesias circulares. Dos de ellas, Nylars y Østerlars, tienen enormes pilares centrales con una franja de frescos alrededor de la parte superior que representan escenas desde la Anunciación hasta el Juicio Final.

### Læsø

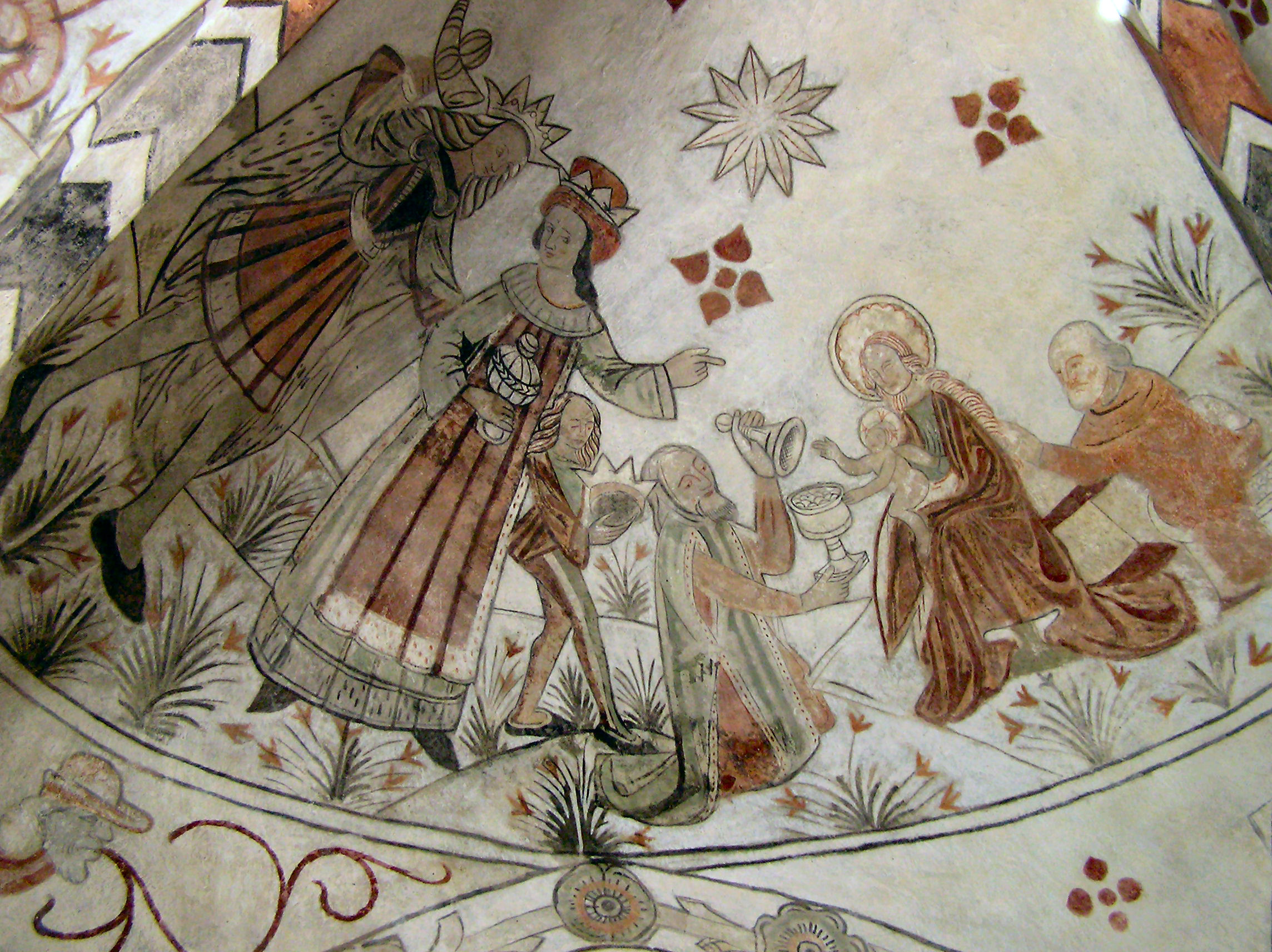
Vesterø: los tres Reyes Magos

La isla de Læsø en el Kattegat se encuentra a unos 19 km al este de la península de Jutlandia.
- La iglesia de Vesterø, en la isla de Læsø, está decorada con murales en las bóvedas del presbiterio, que datan aproximadamente de 1510. Representan el viaje de los Reyes Magos y su llegada con regalos ante Jesús. Llevan los nombres de Baltasar, Melchor y Gaspar, aunque estos nombres no aparecen en la Biblia. Las pinturas fueron restauradas en 1982 por el Museo Nacional.[26]

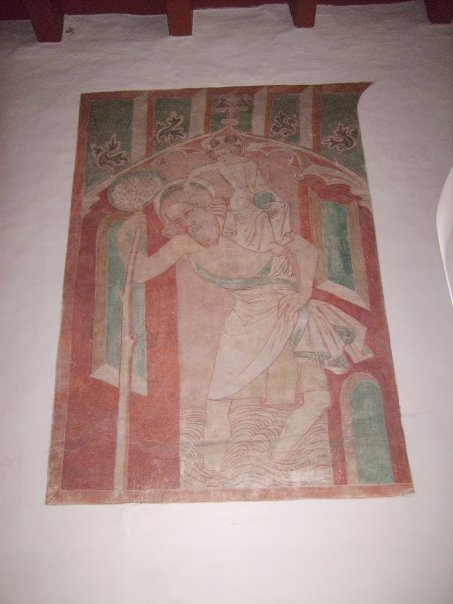
Hjørring: San Cristóbal

### Fionia
- La iglesia de Rynkeby, en el extremo noreste de la isla de Fionia, alberga una serie de interesantes pinturas que representan ángeles tocando una gran variedad de instrumentos musicales. Son excepcionales porque se pintaron después de la Reforma.[27]

- La iglesia de Søndersø, en el norte de Fionia, conserva interesantes pinturas murales de principios del siglo XVI, en particular las que representan el nacimiento de Jesús y de la Virgen María.[28]

### Jutlandia del Norte
- La iglesia de Sankt Hans en Hjørring, al norte de Jutlandia, tiene una interesante pintura mural de alrededor de 1350 de San Cristóbal llevando al niño Jesús.[29]

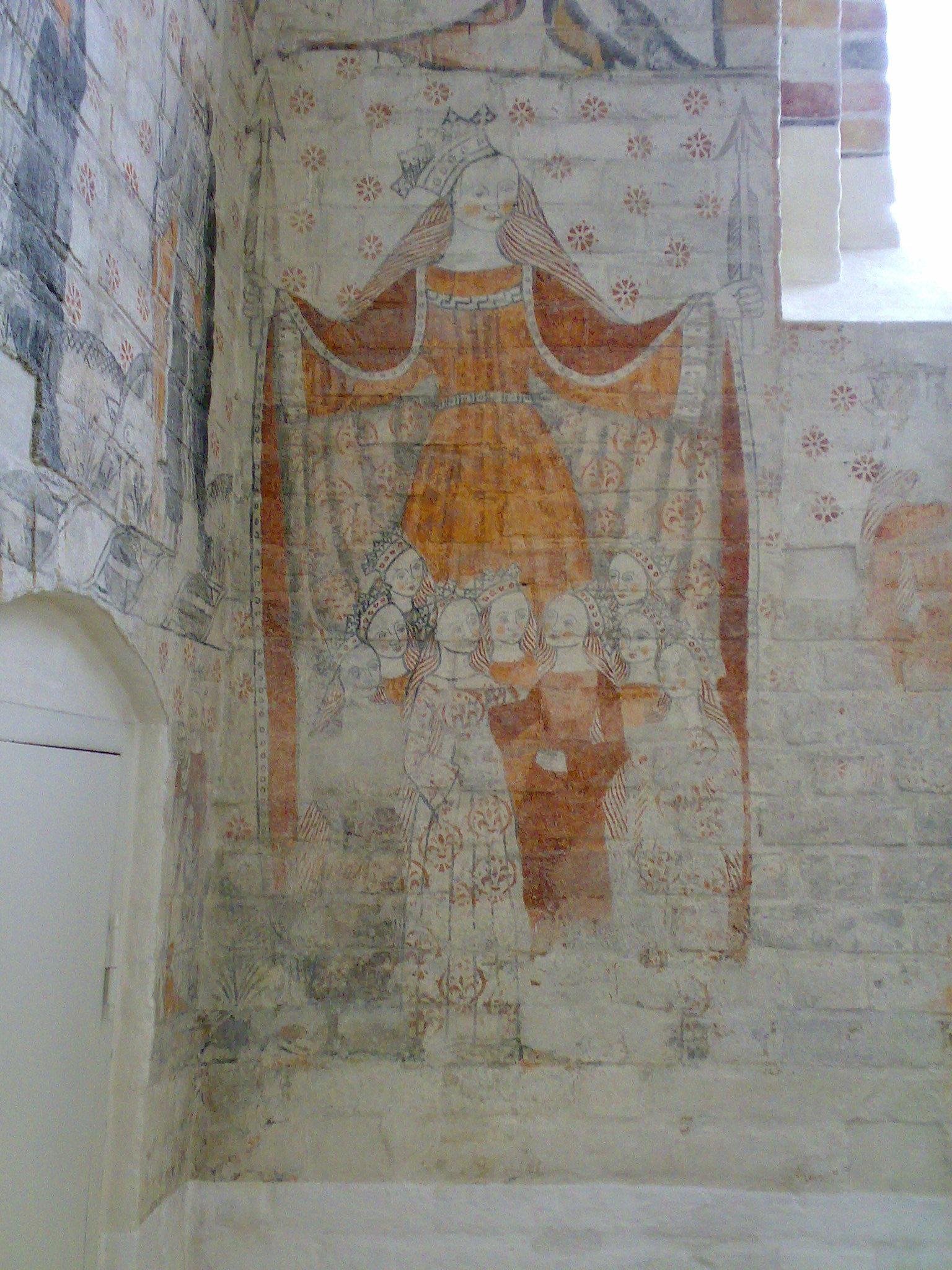
Nibe: San Juan

- La iglesia de Nibe, no lejos de Aalborg, en el norte de Jutlandia, estaba siendo restaurada en la década de 1990 cuando se descubrieron varios frescos. Como en muchas otras iglesias, relatan la historia de San Jorge y el dragón, pero también hay una imagen interesante de Juan el Apóstol.[30]
- La iglesia de Hyllested, situada a 10 km al norte de Ebeltoft, alberga una rica colección de frescos pintados por el maestro Brarup (Brarupmesteren) de Falster entre 1500 y 1520.

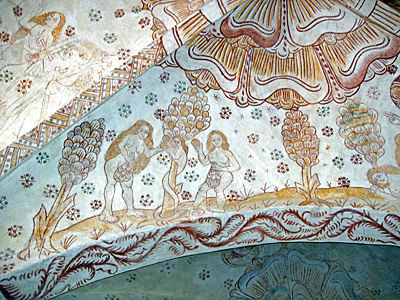
Skivholme: la caída

- La iglesia de Grønbæk, situada entre Aarhus y Viborg, alberga unos bien conservados frescos románicos que datan de alrededor del año 1225. En ellos se pueden ver pinturas de Jesús rodeado de la Virgen María, Pedro, Juan y Pablo.[31]
- La iglesia de Skivholme, situada a unos 20 km al noroeste de Aarhus, posee una colección de frescos que decoran las bóvedas sobre la nave entre 1500 y 1503. El artista probablemente perteneció a la Escuela de Aarhus. Las pinturas fueron descubiertas y restauradas entre 1896 y 1899.[32]

### Jutlandia meridional

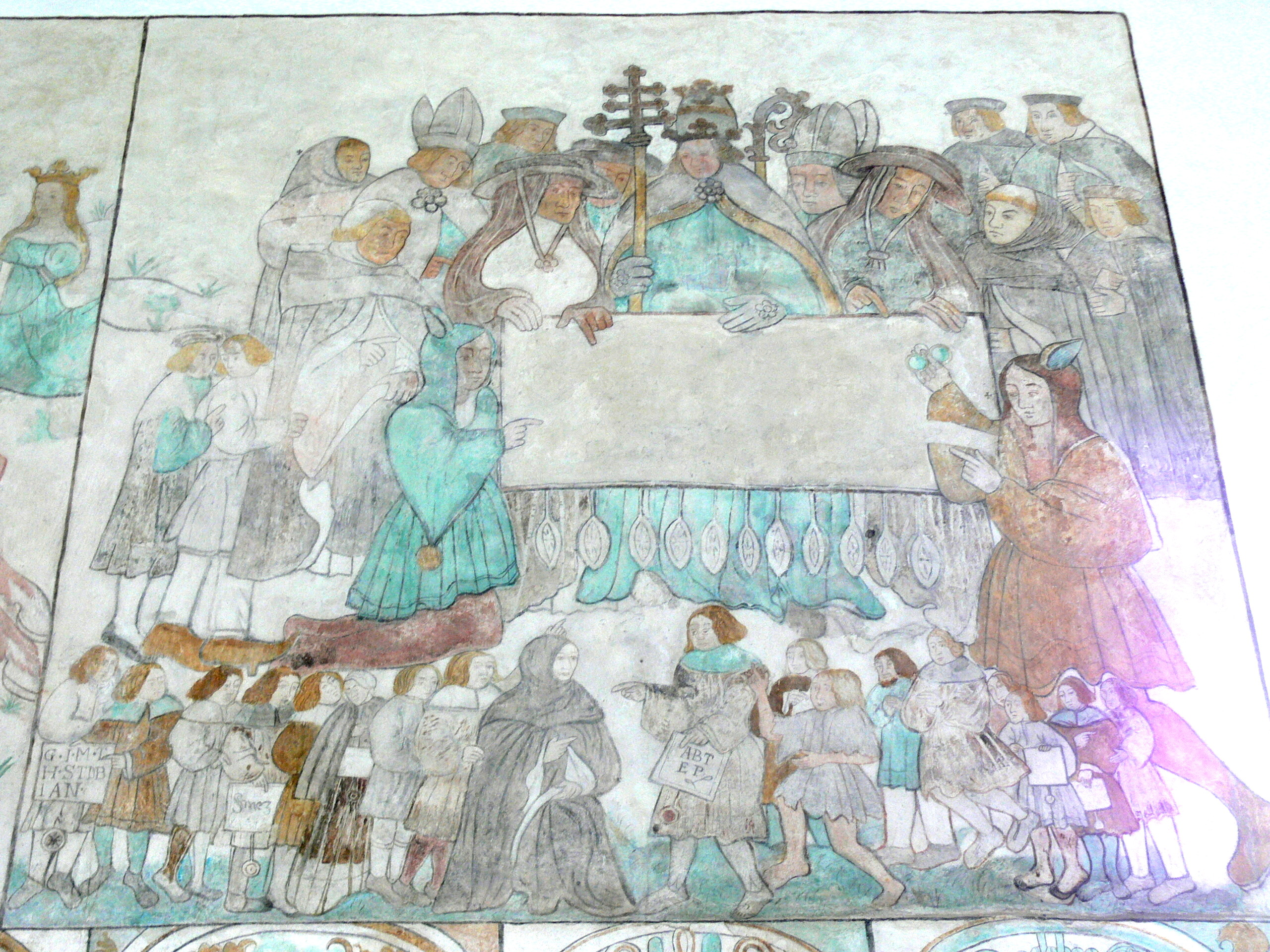
Brøns: El Papa con una bula vacía

- La iglesia de Brøns, situada en el sur de Jutlandia, al sur de Ribe, alberga dos frescos luteranos fechados hacia 1530 que son probablemente los únicos ejemplos daneses de frescos de iglesia con mensajes claramente luteranos. Uno de ellos muestra un castillo celestial bajo asedio. Un ejército encabezado por el Papa y los obispos intenta acceder a él por la fuerza, pero Cristo, que custodia la puerta de la ciudad, los rechaza. Otra imagen muestra al Papa y a varios obispos presentando una gran bula papal, con un total de 11 sellos eclesiásticos, pero sin texto. No se sabe si siempre ha sido así, pero la presencia de dos tontos, uno de ellos con unas gafas de leer, indica que esa es la intención: la Iglesia católica se presenta sin contenido. Abajo, un monje, de pie frente a un grupo de hombres que sostienen cartas de indulgencia, se enfrenta a otro grupo de personas que sostienen cartas similares.[33] Esta escena de protesta contra la venta de indulgencias se inspira en una talla de madera contemporánea del artista de Núremberg, Hans Sebald Beham, que era acérrimamente anticatólico.[34]

## Problemas de restauración
Aunque las técnicas de restauración mejoran constantemente, los frescos se ven cada vez más amenazados por los sistemas de calefacción instalados en las iglesias y por otras actividades como los conciertos que se celebran en ellas. A menos que se encuentren soluciones alternativas, la única forma segura de preservarlas sería cubrirlas de nuevo con cal.